# Andreu d'Aragó
Andreu d'Aragó, Andrea d'Aragona, o de vegades Andrea da Faventia o de Faenza, (Cammarata?, Sicília, s. XV - 5 de febrer de 1500) va ser un frare menor observant sicilià. És venerat com a beat per l'Església catòlica.
El seu nom es confon amb d'altres de similars contemporanis i les dades sobre la seva vida són poques. Sembla haver nascut a Cammarata en la família dels Aragona (Aragó), potser descendents d'alguna branca de la família reial aragonesa que va governar Sicília. Va ser contemporani i company del beat Mateu Guimerà d'Agrigent. Frare franciscà observant, va predicar per la regió, propagant la reforma observant i ajudant en la predicació al beat Arcangelo Piacenza da Calatafimi. Molt popular, se n'explicaven nombroses conversions i miracles.
Un Andreu de Faenza predicava en 1489 a Sulmona, on instituí un monte frumentario (institució que deixava als pagesos pobres el gra necessari per a la sembra) o mont de pietat, i aconseguí que la reina Joana I de Nàpols hi introduís el gremi de la llana. En 1490, a Spoleto, instituí un altre mont frumentari i reorganitzà el de pietat, i posteriorment fundà monti frumentari a Temi, Piacenza (1492) i Cremona (1493). És possible que puguin ser la mateixa persona, però no pot assegurar-se.
Morí a Cammarata el 5 de febrer del 1500 i fou sebollit a l'església de Santa Maria de la localitat.